# Innerleithen
Innerleithen, schottisch-gälisch: Inbhir Leitheann, ist eine Ortschaft im Norden der schottischen Council Area Scottish Borders beziehungsweise in der traditionellen Grafschaft Peeblesshire. Sie liegt rund acht Kilometer östlich von Peebles und 15 Kilometer westlich von Galashiels an der Mündung des Leithen Water in den Tweed. Nordwestlich von Innerleithen erhebt sich mit dem Lee Pen einer der südlichsten Hügel der Moorfoot Hills.

## Geschichte
Im Mittelalter zählten die umgebenden Landschaften zu den bevorzugten Jagdgebieten der schottischen Könige. Spätestens im 12. oder 13. Jahrhundert befand sich mit hoher Wahrscheinlichkeit bereits ein befestigter Bau am Standort des heutigen Traquair House, der zum Kronbesitz zählte. Unter Jakob III. wurde das Anwesen veräußert. Im späten 15. Jahrhundert entstand dort ein Tower House, das in Fragmenten in das heutige Traquair House integriert ist. Mit The Glen findet sich ein Herrenhaus vier Kilometer südwestlich von Innerleithen. Die Villa Leithen Lodge geht auf das 19. Jahrhundert zurück.
Der schottische König Malcolm IV. unterstellte im Jahre 1169 ein Kirchengebäude in Innerleithen der Kelso Abbey. Die christliche Geschichte am Ort reicht jedoch weiter zurück. So wurde bei Ausgrabungen im Zuge des Abbruchs einer alten Kirche ein Kreuzschaft gefunden, der auf das 7. bis 10. Jahrhundert datiert wird (Kreuzschaft von Innerleithen). Die heutige Innerleithen Parish Church wurde um 1867 nach einem Entwurf von Frederick Thomas Pilkington erbaut.
Mit den St Ronan’s Wells befindet sich in Innerleithen ein Heilbad. Walter Scott verfasste im frühen 19. Jahrhundert eine gleichnamige Novelle. Innerleithen entwickelte sich im 18. Jahrhundert als Zentrum der Woll- und Textilwirtschaft. Seit 1827 werden Border Games abgehalten.
Wurden 1841 noch 463 Personen in Innerleithen gezählt, so stieg die Einwohnerzahl noch im Laufe des 19. Jahrhunderts auf über 2000 an. Nach weiteren Einwohnerzuwächsen wurden im Rahmen der Zensuserhebung 2011 3031 Einwohner in Innerleithen gezählt.

## Sehenswürdigkeiten
- Robert Smail’s Printing Works, eine vom National Trust for Scotland betriebene Druckerei, die als Mischung aus Museum und kommerziellem Betrieb die Kunst des Druckens zeigt und deren Maschinenpark über 100 Jahre alt ist.

## Verkehr
Im Jahre 1701 wurde mit der heutigen Old Bridge eine Querung des Leithen Waters errichtet. Vermutlich dienten aus der Vakanz der Pfarrstelle freigewordene Gelder zum Brückenbau. Die Old Bridge verband Innerleithen mit den östlich gelegenen Ortschaften. Mit dem Bau der neuen Straße zwischen Peebles und Galashiels entlang des Tweeds wurde ein kurzes Stück flussabwärts in den 1770er Jahren eine weitere Brücke errichtet, die fortan den Hauptverkehrsweg über das Leithen Water trug. Heute ist diese Straße Teil der zwischen Galashiels und Hamilton verlaufenden A72, welche die Hauptstraße von Innerleithen bildet.
1864 erhielt Innerleithen einen eigenen Bahnhof entlang der Peebles Railway. Mit der Schließung der Strecke wurde der Bahnhof im Februar 1962 aufgelassen.

## Persönlichkeiten
- James Nicol (1810–1879), Geologe und Mineraloge